# Maria Ramberger
Maria Ramberger (* 12. Oktober 1986 in Wien) ist eine ehemalige österreichische Snowboarderin im A-Kader (Weltcup Team) des Austrian Snowboard Cross Teams, zweifache Olympiateilnehmerin, X-Games Athletin, mehrfache Staatsmeisterin (2006, 2011, 2012, 2013). Nach der Beendung ihrer aktiven Karriere arbeitete Maria als Beraterin bei McKinsey & Company in Wien (2017–2019) und Atlanta (2017–2021).

## Werdegang
Die aus Klosterneuburg stammende Sportlerin startete für Union Trendsport Weichberger im Snowboardcross. Als Siebenjährige entdeckte sie den Snowboardsport. Aus einem Dreitageskurs wurde eine Karriere. Mit zwölf Jahren fuhr sie ihr erstes Rennen. In der Saison 2002/03 startete die Niederösterreicherin erstmals im Europacup. Zuerst fuhr Ramberger noch im Parallelslalom und -riesenslalom, bevor sie sich ganz auf Snowboardcross konzentrierte: Gute Ergebnisse im Snowboardcross lockten sie zur Spezialisierung. Am 5. Dezember 2004 gewann sie im schweizerischen Nendaz ihr erstes Europacuprennen im Parallelslalom. Im März 2005 gewann Ramberger in Italien ihr erstes Rennen im Snowboardcross. In der Parallelwertung in der Europacupsaison 2004/05 belegte sie den dritten Platz.
Am 5. Jänner 2004 debütierte Ramberger im Weltcup in Bad Gastein. 2006 zeigte sie erstmals groß auf, im Finale der Juniorenweltmeisterschaften verpasste sie knapp eine Medaille und gewann ihren ersten Staatsmeistertitel. Mit 2007 erfolgte die Aufnahme in das Heeressportzentrum des Österreichischen Bundesheers. In der Saison 2007/08 belegte sie in der Europacup-Endwertung den dritten Platz und feierte zwei Saisonsiege. Ab der Saison 2008/09 war sie ständiges Mitglied der Weltcup-Mannschaft. 2009 und 2011 bestritt sie den Snowboardcross bei den Snowboardweltmeisterschaften in Südkorea und Spanien. 2010 erreichte sie bei ihrer ersten Teilnahme an den Olympischen Winterspielen in Vancouver das Viertelfinale. Zusätzlich schloss Ramberger 2010 ihr Jura-Studium (Magister) an der Universität Wien ab. In der Saison 2010/11 erreichte sie mit zwei fünften Plätzen ihre bisherigen Topplatzierungen im Weltcup.
Den Snowboard-Weltcup 2010/11 beendete sie im Snowboardcross nach sieben Wettbewerben mit dem 9. Rang. Nach der Saison wurde sie im März 2011 österreichische Meisterin im Snowboardcross. Im Dezember 2011 feierte sie im Montafon mit ihrer Teamkollegin Susanne Moll ihren ersten Weltcuperfolg, nachdem die beiden den Teambewerb gewannen. Im Jänner 2013 wurde sie Achte im Snowboardcross bei den Weltmeisterschaften im kanadischen Stoneham und Anfang März 2013 sicherte sie sich ihren vierten Staatsmeistertitel. Im Februar 2014 startete Maria bei ihren zweiten Olympischen Spielen in Sochi, RUS.

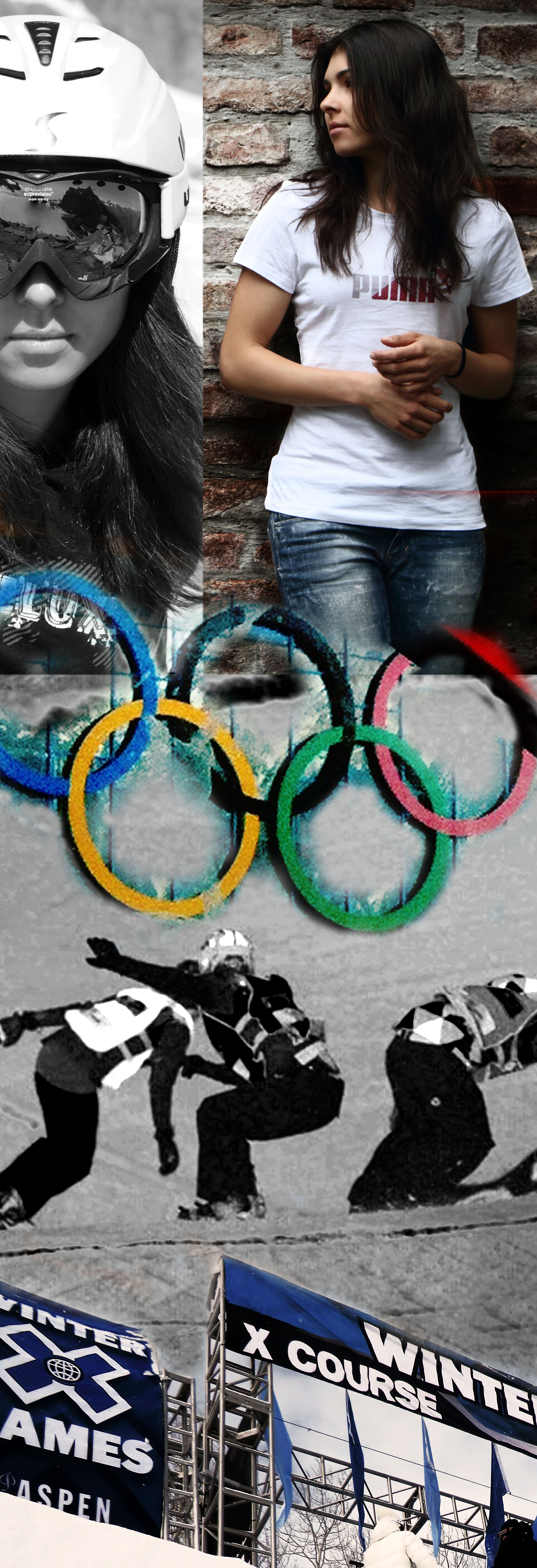
Maria Ramberger

Am 12. Oktober 2016, ihrem 30. Geburtstag, gab Ramberger via Facebook ihr Karriereende bekannt.

## Sportliche Erfolge
- Weltcupsieg Montafon (Team-Event mit Susanne Moll)
- Teilnehmerin Olympische Winterspiele 2010 (Vancouver, CAN), 2014 (Sochi, RUS)
- Österreichische Staatsmeisterin SBX (2006, 2011, 2012, 2013)
- Teilnehmerin Weltmeisterschaften 2009 (14.), 2011 (10.) 2013 (8.), 2015 (10.)
- 3. Platz US Grand Prix 2012.
- 4. Platz X-Games 2010.
- 2. Platz NorAM Cup 2014/15 (5 Einzelsiege)

### Europacup (Top-5-Resultate)
- PAR 2004/05, 03. Gesamtrang (1407 PKT)
- SBX 2005/06, 05. Gesamtrang (735 PKT)
- SBX 2007/08, 03. Gesamtrang (1130 PKT)

### Gesamt-Weltcup (Top-10-Resultate)
- Gesamtweltcup SBX 2010/11, 9. Gesamtrang
- Gesamtweltcup SBX 2014/15, 9. Gesamtrang